# A Ilha (livro)
A Ilha é um livro-reportagem de autoria do escritor e jornalista brasileiro Fernando Morais, publicado em 1976.
O livro versa sobre Cuba, e tornou-se um dos maiores sucessos editoriais brasileiros, convertendo-se num ícone da esquerda brasileira nos anos 70. Foi ampliado e reeditado em 2001, incluindo um caderno de fotos e um prefácio, em que Morais apresenta suas impressões sobre a ilha um quarto de século depois da primeira viagem. O livro aborda a Cuba pós-revolução sob diversos aspectos:
- cotidiano;
- cultura e relações com o Mundo;
- racionamento de comida e outros bens;
- urbanização;
- educação;
- saúde;
- imprensa;
- mulher;
- eleições e justiça;
- reforma agrária e economia; e
- a onipresença da revolução.

Cada um desses aspectos corresponde a um capítulo.
Algumas edições também contam com uma entrevista com Carlos Rafael Rodríguez, na época vice-primeiro-ministro do país socialista; outra com Fidel Castro, quando o autor trabalhava para a Revista Veja, um relato do líder revolucionário sobre a Guerra pela independência de Angola concedido também à Revista Veja e um testemunho da revolução feito pelo médico Julio Martinez Paes, que acompanhou Fidel e seus homens durante toda a sua jornada pela ilha centro-americana. 